# Qianosuchus
Qianosuchus – rodzaj archozaura z grupy Poposauroidea żyjącego w środkowym triasie na terenie dzisiejszych Chin. Został opisany w 2006 roku przez Li Chuna i współpracowników na podstawie szkieletu nieobejmującego dystalnych części kończyn przednich i końcówki ogona (IVPP V13899). Odnaleziono także dwa kolejne okazy: niekompletny szkielet z niemal kompletną czaszką (IVPP V14300) i niekompletną czaszkę (NMNS 000408/F003877). Skamieniałości te pochodzą z datowanych na anizyk morskich osadów formacji Guanling w południowo-zachodnim Kuejczou.
Qianosuchus był archozaurem średnich rozmiarów – mierzył ponad 3 m długości. Miał długą szyję z długimi i smukłymi żebrami. W kości przedszczękowej osadzonych było 9 przypominających sztylety zębów. Nozdrza zewnętrzne były cofnięte ku tyłowi czaszki i bardzo długie, dłuższe niż inne otwory w czaszce. Na szczytach szerokich wyrostkach kolczystych kręgów szyjnych znajdowało się po pięć par niewielkich osteoderm. Wyrostki kolczyste kręgów ogonowych były co najmniej czterokrotnie wyższe niż trzony kręgów. Łopatka kształtem przypominała płytę. Na podstawie pewnych cech budowy szkieletu, tafonomii i geologii terenu Li i współpracownicy sugerowali, że Qianosuchus żył w środowisku nadbrzeżno-wyspowym. Niektóre części ciała, takie jak obręcz miedniczna i kończyny tylne, nie wykazywały jednak adaptacji do wodnego trybu życia. Nesbitt (2011) stwierdził, że z powodu kombinacji cech typowych dla zwierząt wodnych i lądowych ustalenie ekologii Qianosuchus jest trudne. Stwierdził jednak, że prawdopodobnie żył on w pobliżu wybrzeża, podobnie jak zbliżony do niego Ticinosuchus.
Niektóre analizy filogenetyczne, jak np. Ezcurry i wsp. (2010), sugerowały, że Qianosuchus jest bazalnym przedstawicielem krokodylej linii archozaurów (Pseudosuchia) nienależącym do kladu Suchia. Znacznie obszerniejsza analiza przeprowadzona przez Nesbitta (2011) oraz oparta na niej analiza Li i in. (2012), wykonana po opisaniu rodzaju Diandongosuchus, sugerują jednak, że Qianosuchus to bazalny przedstawiciel grupy Poposauroidea należącej do parafiletycznej grupy rauizuchów.